# Antonov An-71
O Antonov An-71 (denominação NATO Madcap) foi uma aeronave AWACS Soviética com o propósito para ser utilizada no porta-aviões Admiral Kuznetsov. Seu desenho foi baseado no An-72, com uma fuselagem traseira completamente redesenhada, suportando o radar do tipo rotodome. A cabine de cargas armazenava os equipamentos eletrônicos e possuía seis estações para operadores de sistemas. O desenvolvimento da aeronave nunca foi além do estágio de protótipo, realizando o primeiro voo em 12 de julho de 1985. Este foi rejeitado em favor do Yak-44, que foi utilizado em conjunto com o enorme porta-aviões Ulyanovsk após o colapso da União Soviética. O radar Kvant-M permite detectar 400 alvos, rastrear 120 deles numa distância de aproximadamente 400 km, a meta de detecção é de 200 km para uma secção transversal de radar de 2m².

## Operadores
União Soviética
- Marinha Soviética

## Especificações
| Dimensões              | An-71                       |
| ---------------------- | --------------------------- |
| Comprimento            | 23,5 m                      |
| Envergadura            | 31,89 m                     |
| Altura                 | 9,20 m                      |
| Velocidade Máxima      | 650 km/h                    |
| Velocidade de Cruzeiro | 530 km/h                    |
| Motores                | 1 x Rybinsk RD-38A turbojet |
| Tripulação Técnica     | Seis                        |

### Aeronaves Relacionadas
- Antonov An-72
- Antonov An-74

### Aeronaves Similares
- E-2 Hawkeye
- Yakovlev Yak-44